# Deiléphile candiote
Theretra alecto
Espèce
Theretra alecto est une espèce d'insectes lépidoptères de la famille des Sphingidae, de la sous-famille des Macroglossinae, de la tribu des Macroglossini, de la sous-tribu des Choerocampina et du genre Theretra.

## Description
L'envergure varie de 75 à 106 cm. 

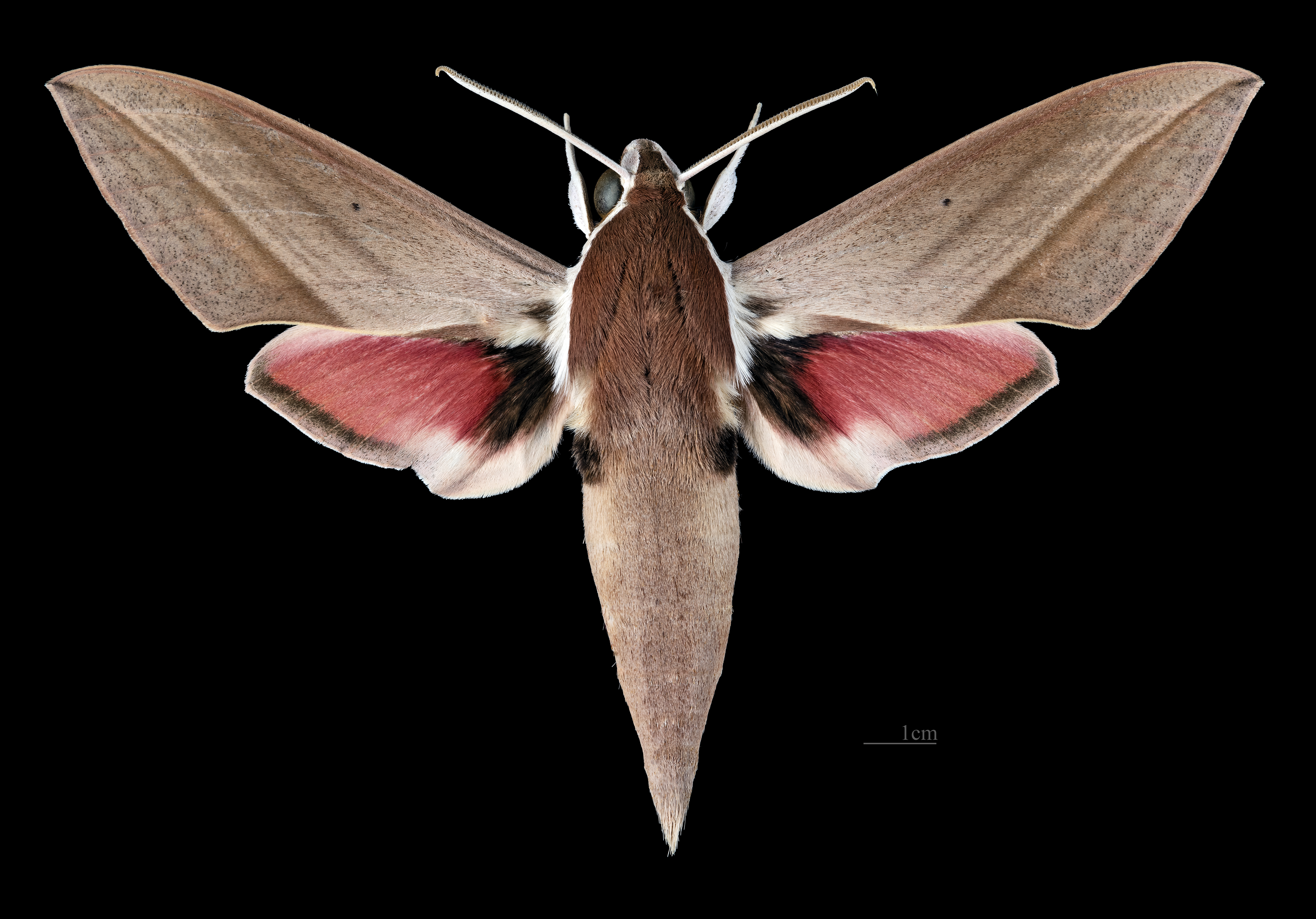
Mâle  face dorsale (coll.MHNT)
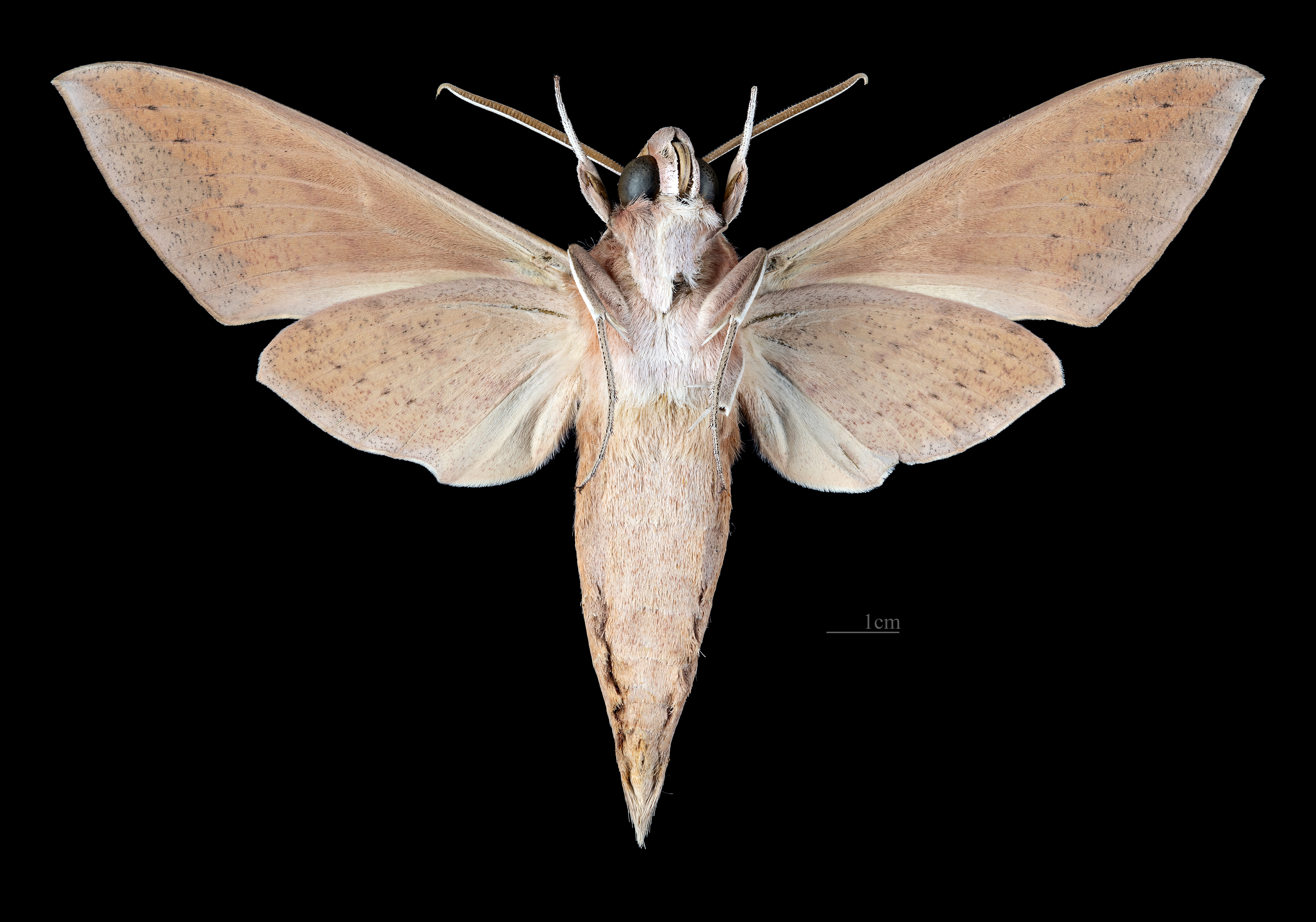
Mâle  revers (coll.MHNT)
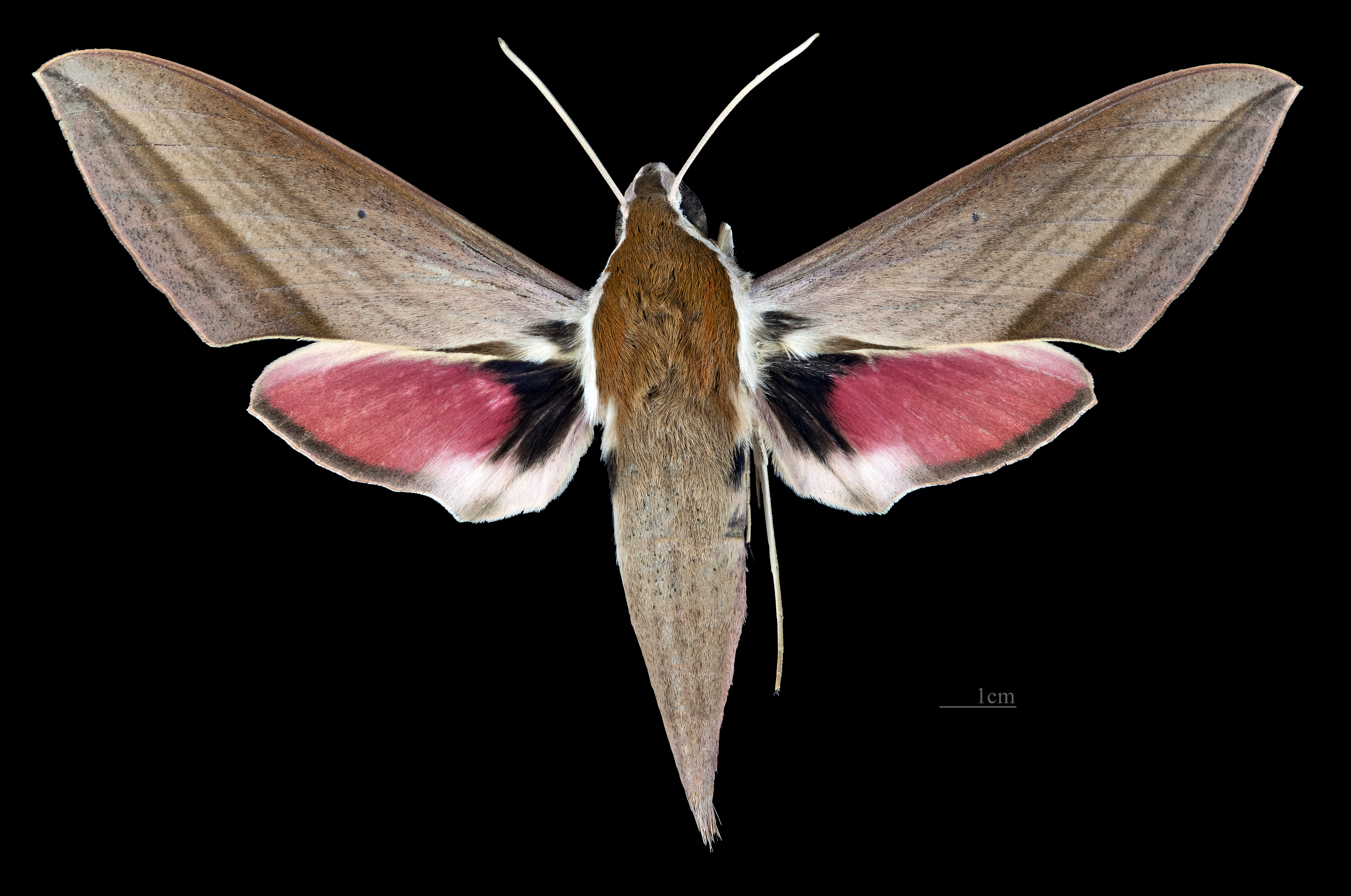
Femelle face dorsale (coll.MHNT)
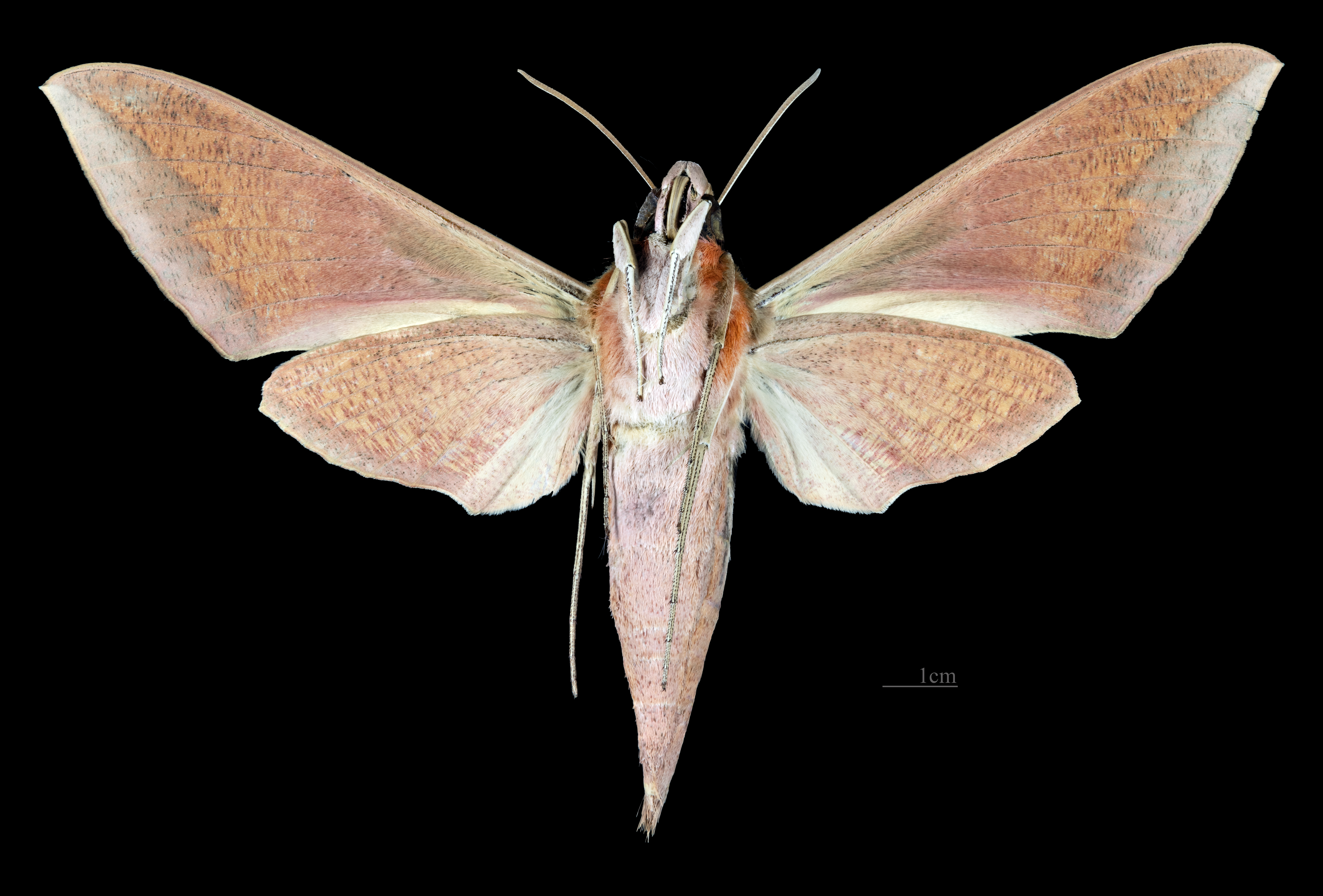
Femelle  face dorsale (coll.MHNT)
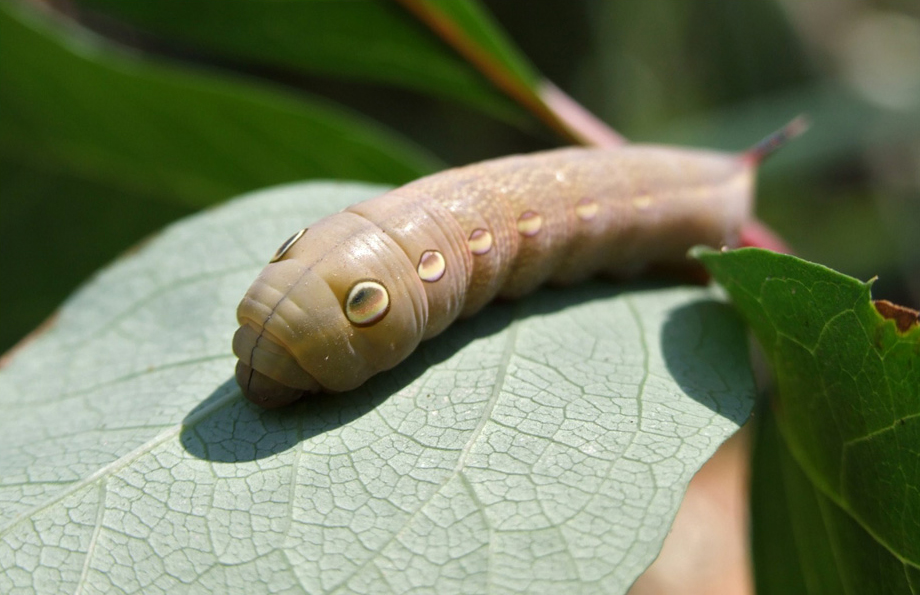
La chenille
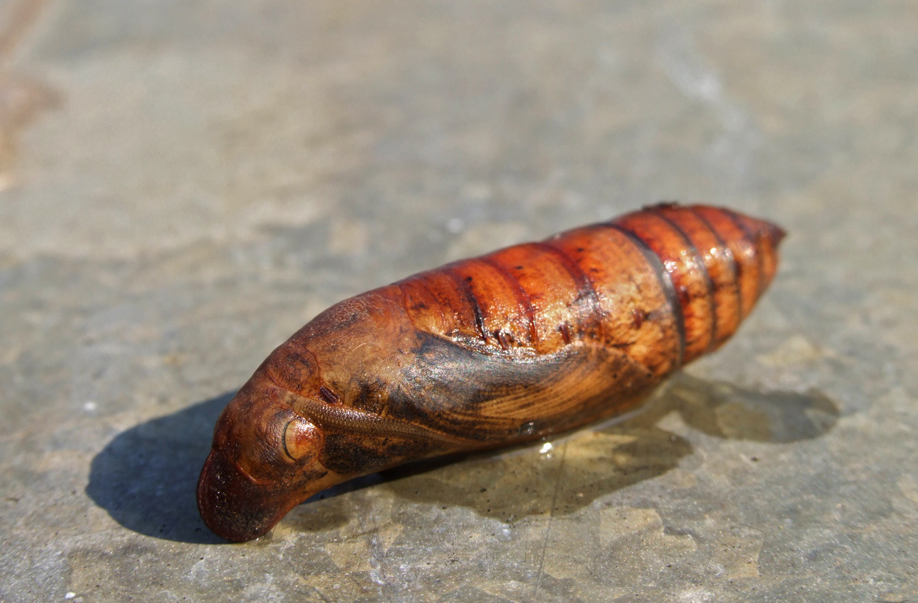
La chrysalide

## Répartition
Cette espèce est connue dans l'écozone indomalaise et dans les parties chaudes de l'écozone paléarctique, y compris dans l'extrême sud-est de l'Europe.

## Biologie
Les chenilles se nourrissent sur les espèces des genres Vitis et Parthenocissus.

## Systématique
L'espèce Theretra alecto a été décrite  par le naturaliste suédois Carl von Linné en 1758, sous le nom initial de Sphinx alecto. La localité type est l'Inde. 

### Synonymie
- Sphinx alecto Linnaeus protonyme
- Sphinx cretica Boisduval, 1827[3]
- Theretra freyeri Kirby, 1892[4]
- Theretra alecto transcaspica O. Bang-Haas, 1927[5]
- Theretra alecto intermissa Gehlen, 1941[6]